# 喜連村
喜連村（きれむら）は、大阪府東成郡にあった村。
摂津国の端部の一つで、現在の大阪市平野区喜連各町にあたる。

## 歴史
村名は古代に中国から集団移住した人々を表す「伎人」「久礼」「呉」（くれ）の転訛とされ、古代の伎人郷（くれのごう）に比定されている。
地内にある如願寺によると「住吉の東一里許に喜連村というあり、河内の堺なり。昔は河内に属して万葉に河内国伎人郷とある処なるを久礼（くれ）を訛って喜連というなり」と『古事記伝』にも言及されている古い地名である。
中世には喜連は如願寺を中心とする環濠集落であり、全体で喜連城と呼ばれる城郭を構成していた。集落の中央を南北に中高野街道が貫いている。環濠は高度成長期に埋められたが、環濠を渡って集落に入る入り口だった場所に今も地蔵堂が立つ。

### 沿革
- 1620年（元和6年） - 住吉郡喜連村が東喜連村、中喜連村、西喜連村に分村。
- 1872年（明治5年） - 住吉郡東喜連村、中喜連村、西喜連村が合併して、再び喜連村となる。
- 1889年（明治22年）4月1日 - 住吉郡喜連村単独で町村制施行。
- 1896年（明治29年）4月1日 - 郡の統廃合により、所属郡が東成郡に変更。
- 1925年（大正14年）4月1日 - 大阪市に編入され、住吉区の一部となる。同日喜連村廃止。
- 1943年（昭和18年）4月1日 - 分区により、旧村域が東住吉区の一部となる。
- 1974年（昭和49年）7月22日 - 分区により、旧村域が平野区の一部となる。

## 交通

### 鉄道路線
現在は旧村域にOsaka Metro谷町線の喜連瓜破駅が所在するが、当時は未開業。

### 道路
現在は旧村域を阪神高速14号松原線が通過するが、当時は未開通。